# اردوگاه میه میه
اردوگاه پناهندگان میه میه (به عربی: مخیم المیة میة) یک منطقهٔ مسکونی در لبنان است که در استان جنوبی لبنان واقع شده است. اردوگاه پناهندگان میه میه ov نفر جمعیت دارد.